# Felons and Revolutionaries
Felons and Revolutionaries es el álbum debut de la banda estadounidense Dope. Se lanzó el 14 de septiembre de 1999 a través de los sellos Epic Records y Flip Records. En Estados Unidos logró más de 236 000 ventas, siendo el álbum más vendido de la banda.

## Lista de canciones
Todas las canciones escritas por Edsel Dope, excepto las indicadas.

| Felons and Revolutionaries |                                     |                 |          |  |
| N.º                        | Título                              | Escritor(es)    | Duración |  |
| 1.                         | «Pig Society»                       |                 | 3:14     |  |
| 2.                         | «Debonaire»                         |                 | 2:33     |  |
| 3.                         | «Everything Sucks»                  |                 | 3:01     |  |
| 4.                         | «Sick»                              |                 | 3:11     |  |
| 5.                         | «Kimberly's Ghost»                  |                 | 3:18     |  |
| 6.                         | «Spine for You»                     |                 | 4:39     |  |
| 7.                         | «One Fix»                           |                 | 3:41     |  |
| 8.                         | «Fuck tha Police» (cover de N.W.A.) | Ice Cube/MC Ren | 4:04     |  |
| 9.                         | «Intervention»                      |                 | 2:45     |  |
| 10.                        | «America the Pitiful»               |                 | 2:42     |  |
| 11.                        | «Shit Life»                         |                 | 4:13     |  |
| 12.                        | «Wake Up»                           |                 | 3:20     |  |
| 13.                        | «I Am Nothing»                      |                 | 4:12     |  |
| 47:41                      |                                     |                 |          |  |

| Bonus track |                                                              |                                                        |          |  |
| N.º         | Título                                                       | Escritor(es)                                           | Duración |  |
| 14.         | «You Spin Me Round (Like a Record)» (cover de Dead or Alive) | Pete Burns/Steve Coy/Wayne Hussey/Tim Lever/Mike Percy | 2:43     |  |

## Personal
- Edsel Dope: voz, bajo, guitarra, productor
- Simon Dope: teclados, percusión, samples
- Sloane Jentr: bajo
- Tripp Eisen: guitarra
- Acey Slade: bajo, guitarra rítmica, coros
- Preston Nash: batería
- DJ Lethal: disc-jockey
- The N.Y.C. Dope Choir: coros
- Jordan Schur: productor ejecutivo y A&R
- Chip Quigley: dirección
- John Travis: productor, mezcla
- Eric Too: asistente ingeniero
- Derek Carlson: asistente ingeniero
- Mr. Big Head: asistente ingeniero
- Jay Baumgardner: mezcla
- Blumpy: mezcla
- Will Gibson: A&R de Flip Records
- Kaz Utsunomiya: A&R de Epic Records
- Larry Robinson: asuntos de negocios
- Joe Serling: representación legal
- Howie Weinberg: masterización
- Roger Lian: edición
- John Ditmar: reserva
- Peter Ciccotto: diseño
- Marina Chavez: fotografía
- Chapman Baehler: fotografía

Fuente.

## Posicionamiento en listas
| Lista (1999)    | Mejor posición |
| --------------- | -------------- |
| Top Heatseekers | 25             |